# Provincia di Ratchaburi
La provincia di Ratchaburi si trova in Thailandia, nella regione della Thailandia Centrale. Si estende per 5.196,5 km², ha 869 313 abitanti (2020) e il capoluogo è il distretto di Mueang Ratchaburi, dove si trova la città principale Ratchaburi.

## Geografia antropica

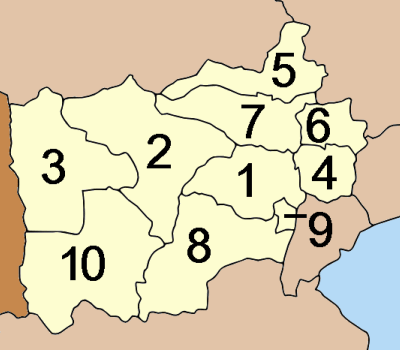
Mappa degli Amphoe

La provincia è suddivisa in 10 distretti (amphoe). Questi a loro volta sono suddivisi in 104 sottodistretti (tambon) e 935 villaggi (muban).
| 1. Mueang Ratchaburi 2. Chom Bueng 3. Suan Phueng 4. Damnoen Saduak 5. Ban Pong | 1. Bang Phae 2. Photharam 3. Pak Tho 4. Wat Phleng 5. Ban Kha |

### Amministrazioni comunali
A tutto il 2020, in provincia non vi erano comuni con lo status di città maggiore (thesaban nakhon). I comuni che rientravano tra le città minori (thesaban mueang) erano Ratchaburi (con 34 713 residenti), Tha Pha (20 156), Ban Pong (16 195), Chom Phon (10 622) e Photharam (8 746). Erano inoltre presenti 30 municipalità di sottodistretto (thesaban tambon), tra le più popolose delle quali vi era Lak Mueang, con 17 534 residenti. Nell'aprile 2020, le aree che non ricadevano sotto la giurisdizione delle amministrazioni comunali erano governate da un totale di 77 "Organizzazioni per l'amministrazione del sottodistretto" (ongkan borihan suan tambon).